# Draba zionensis
Draba zionensis är en korsblommig växtart som beskrevs av Charles Leo Hitchcock. Draba zionensis ingår i släktet drabor, och familjen korsblommiga växter. Inga underarter finns listade i Catalogue of Life.